# Ијаџудин Ахмед
Ијаџудин Ахмед (бенг. ইয়াজউদ্দিন আহম্মেদ; рођен 1. фебруара 1931 — Бангкок, 10. децембар 2012) био је председник Бангладеша од 2002. године до 2009. године. Рођен је у Бенгалу (који је сада у Бангладешу).